# AD Renting
A equipa AD Renting foi um equipa de ciclismo belga, de ciclismo de estrada que competiu entre 1987 e 1989. Nasceu como sucessor da antiga equipa Fangio. Ao desaparecer, três anos depois, tornou-se na futura equipa de ciclismo Tulip Computers.
Seu principal sucesso foi no Tour de France de 1989 graças a Greg LeMond.

## Principais resultados
- Paris-Roubaix: Dirk Demol (1988)
- Volta à Flandres: Eddy Planckaert (1988)
- Campeonato de Flandres: Marnix Lameire (1988)
- E3 Harelbeke: Eddy Planckaert (1989)

### Às grandes voltas
- Giro d'Italia
  - 1 participações (1989)
    - 0 vitórias de etapa:
    - 0 classificação finais:
    - 0 classificações secundárias:

- Tour de France
  - 2 participações (1988, 1989)
  - 4 vitórias de etapa:
    - 1 em 1988: Eddy Planckaert
    - 3 em 1989: Greg LeMond (3)

  - 1 classificação final:
    - Greg LeMond (1989)

  - 1 classificações secundárias:
    - Classificação da Regularidade: Eddy Planckaert (1988)

- Volta a Espanha
  - 2 participações (1987, 1989)
  - 2 vitórias de etapa:
    - 2 o 1989: Eddy Planckaert, Marnix Lameire
    - 0 classificação finais:
    - 0 classificações secundárias: